# John Robert McNeill
John Robert McNeill (* 6. Oktober 1954 in Chicago) ist ein US-amerikanischer Historiker mit Forschungsschwerpunkt Umweltgeschichte. Er ist Professor für Geschichte an der Georgetown University in Washington, D.C.

## Leben und Wirken
McNeill wurde 1954 als Sohn von Elizabeth Darbishire und William Hardy McNeill geboren, der zu den wichtigsten Forschern im Bereich der Weltgeschichte zählt, und wuchs in seiner Geburtsstadt Chicago auf. 1975 erwarb er einen Bachelor-Abschluss am Swarthmore College im Bundesstaat Pennsylvania. Anschließend wechselte er an die Duke University, wo er 1977 zunächst den Master-Abschluss machte und 1981 ein Ph.D. erwarb. Dort war er von 1981 bis 1983 auch Assistant Professor, anschließend auch am Goucher College und ab 1985 an der Georgetown University. Von 1990 bis 1993 war er als Associate Professor tätig. Seit 1993 ist ordentlicher Professor er an der Georgetown-University.
McNeills Forschungsgebiet ist primär die Umweltgeschichte, einem Themengebiet, zu dem er neben einer Vielzahl von Fachaufsätzen mehrere Bücher verfasst und herausgegeben hat. Zwei seiner Bücher (Something New Under the Sun und The Human Web) wurden in verschiedenen Sprachen übersetzt, so z. B. ins Deutsche, Italienische, Französische, Niederländische, Spanische, Finnische, Schwedische, Ungarische, Chinesische, Japanische und Koreanische.
Seine Lehre umfasst neben der Umweltgeschichte ebenfalls noch die Weltgeschichte sowie die internationale Geschichte. Neben seiner Arbeit an der Universität ist bzw. war McNeill in vielen historischen Forschungskommissionen und Komitees tätig. Unter anderem war er  von 2012 bis 2015 Vizepräsident der American Historical Association und von 2011 bis 2013 Präsident der American Society for Environmental History. Zudem ist er Reviewer für eine Reihe wissenschaftlicher Fachzeitschriften und im Herausgeberkreis von The Anthropocene Review (SAGE Publications).

## Auszeichnungen (Auswahl)
McNeill wurde für seine Bücher vielfach ausgezeichnet. Unter anderem erhielt er den Albert J. Beveridge Award und den PROSE Award für Mosquito Empires. Something New Under the Sun erhielt den World History Association Book Prize 2001 und wurde von der Zeitung The Times auf die Liste der besten wissenschaftlichen Bücher gesetzt, die jemals geschrieben wurden. Von 2011 bis 2013 war er Präsident der American Society for Environmental History. 2017 wurde McNeill in die American Academy of Arts and Sciences gewählt, für 2018 wurde ihm der mit 200.000 US-Dollar dotierte A.H.-Heineken-Preis für Geschichte zugesprochen. 2019 wurde er zum Präsidenten der American Historical Association gewählt, 2021 zum Auswärtigen Mitglied in die Academia Europaea.

## Werke

### Bücher
- McNeill et al.: Sea and Land: An Environmental History of the Caribbean. Oxford University Press, New York 2022, ISBN 978-0197555453.
- The Webs of Humankind: A World History. 2 Bände. New York 2021, ISBN 978-0393417555.
- mit Peter Engelke: The Great Acceleration: An Environmental History of the Anthropocene since 1945. Cambridge 2016, ISBN 978-0-674-54503-8.
- Mosquito Empires: Ecology and War in the Greater Caribbean, 1640-1914. New York: Cambridge University Press, 2010, ISBN 978-0-521-45910-5.
- mit William Hardy McNeill: The Human Web: A Bird’s-eye View of World History. New York: Norton, 2003, ISBN 978-0-393-92568-5.
- Something New Under the Sun: An Environmental History of the 20th-Century World. New York: Norton, 2000, ISBN 978-0-14-029509-2.
  - Deutsche Ausgabe: Blue Planet. Die Geschichte der Umwelt im 20. Jahrhundert. Frankfurt am Main: Campus, 2003, ISBN 3-593-37320-3.
- The Mountains of the Mediterranean World: An Environmental History. New York: Cambridge University Press, 1992, ISBN 978-0-521-52288-5.
- The Atlantic Empires of France and Spain: Louisbourg and Havana, 1700-1763. Chapel Hill: UNC Press, 1985, ISBN 978-0-8078-6567-5.

### Herausgeberschaften
- mit Alan Roe (Hrsg.): Global Environmental History: An Introductory Reader. London: Routledge, 2012, ISBN 978-0-415-52053-9.
- mit Mauldin Stewart (Hrsg.): A Companion to Global Environmental History. Oxford: Wiley-Blackwell, 2012, ISBN 978-1-118-97753-8.
- Corinna Unger (Hrsg.): Environmental Histories of the Cold War. New York: Cambridge University Press, 2010, ISBN 978-0-521-76244-1.
- mit Jose Augusto Padua und Mahesh Rangarajan (Hrsg.): Environmental History: As If Nature Existed. New Delhi: Oxford University Press, 2010, ISBN 978-0-19-806448-0.
- Mit Alf Hornborg und Joan Martinez-Alier (Hrsg.): Rethinking Environmental History: World-System History and Global Environmental Change. Lanham MD: AltaMira Press, 2007, ISBN 978-0-7591-1028-1.
- mit Verena Winiwarter (Hrsg.): Soils and Societies: Perspectives from Environmental History. Isle of Harris: White Horse Press, 2006, ISBN 978-1-874267-54-6.
- Mit Jerry Bentley, David Christian, William McNeill, Heidi Roupp, Judith Zinsser (Hrsg.): Berkshire Encyclopedia of World History. Great Barrington, MA: Berkshire Publishing Group, 2005, ISBN 978-0-9743091-0-1.
- Mit Sheperd Krech und Carolyn Merchant (Hrsg.): Encyclopedia of World Environmental History, 3 Ausgaben New York: Routledge, 2003, ISBN 978-0-415-93732-0.
- Environmental History in the Pacific World. Aldershot: Ashgate, 2001, ISBN 978-0-7546-0154-8.
- Mit Alan Karras (Hrsg.): Atlantic American Societies from Columbus to Abolition. London: Routledge, 1992, ISBN 978-0-415-08073-6.

### Zeitschriftenbeiträge (Auswahl)
- Colin N. Waters et al.: The Anthropocene is functionally and stratigraphically distinct from the Holocene. In: Science. Band 351, Nr. 6269, 2016, doi:10.1126/science.aad2622.
- Will Steffen, Paul J. Crutzen, John R. McNeill, The Anthropocene: Are Humans Now Overwhelming the Great Forces of Nature. In: Ambio 36, Issue 8, (2007), 614–621, doi:10.1579/0044-7447(2007)36[614:TAAHNO]2.0.CO;2.
- John R. McNeill, Verena Winiwarter, Breaking the Sod: Humankind, History, and Soil. In: Science  304, No. 5677 (2004), 1627–1629, doi:10.1126/science.1099893.
- John R. McNeill, Observations on the Nature and Culture of Environmental History. In: History and Theory 42, Issue 4, (2003), 5–43, doi:10.1046/j.1468-2303.2003.00255.x.